# Occimiano
Occimiano (piemontiul: Aussimian, helyi nyelvjárásban: Sumian) település Olaszországban, Piemont régióban, Alessandria megyében. Lakosainak száma 1228 fő (2023. január 1.).